# Русецкий, Иван Андреевич
Иван Андреевич Русецкий (род. 25 сентября 1993, Москва, Россия) — российский профессиональный баскетболист, играющий на позиции разыгрывающего защитника.

## Карьера
Русецкий родился в Москве и когда ему исполнилось 7 лет, то вместе с родителями Иван переехал в Белгород, где работал его отец. 
Русецкий начал заниматься баскетболом в Белгороде у Виктора Николаевича Шведа. На финале чемпионата России Ивана и Станислава Ильницкого заметили тренеры «Химок» и пригласили в структуру подмосковного клуба. На протяжении 6 сезонов (с перерывом на год аренды в молодёжной команде «Нижнего Новгорода») Русецкий выступал за команды ДЮБЛ и молодёжной команды «Химки».
В сезоне 2014/2015 Иван играл за фарм-команду «Химки-Подмосковье», принимавшую участие в чемпионате Суперлиги, где провёл 22 игры, набирая 8 очков и делая 2 передачи за 18 минут в среднем за матч.
В октябре 2015 года подписал трёхлетний контракт с «Автодором». В сезоне 2015/2016 за саратовскую команду в Единой лиге ВТБ Русецкий провёл 6 матчей, в среднем находясь на площадке по 4 минуты и набирая 1,8 очка и совершая 0,7 передачи. В Еврокубке Иван также провёл 6 встреч, где набирал 0,3 очка и 0,2 передачи. В Единой молодёжной лиге ВТБ, в составе «Автодор-2», принял участие в 18 матчах, играл по 32 минуты и набирал по 15 очков, 3 передачи и 3 подбора.
В феврале 2016 года Русецкий перешёл на правах аренды в «Рязань» до окончания сезона 2015/2016.
Сезон 2017/2018 Русецкий начинал в ВЭФ, но ни одной официальной игры за латвийский клуб не провёл. В конце января 2018 года Иван перешёл в «Купол-Родники».
В декабре 2019 года Русецкий стал игроком «Урала». В составе екатеринбургского клуба Иван набирал 7,4 очка, 1,3 передачи и 2,2 подбора.
В августе 2020 года Русецкий продолжил карьеру в «Уфимце».
Сезон-2021/2022 Русецкий провёл в «Химки» в Суперлиге, набирая 3,9 очка и 1,4 передачи в среднем за матч.
Осенью 2022 года подписал контракт с казахстанским клубом «Актобе».

## Сборная России
Летом 2016 года Русецкий получил приглашение в «Открытый лагерь РФБ», по итогам которого несколько игроков смогут присоединиться к тренировкам основной сборной России.

## Достижения
- Чемпион Единой молодёжной лиги ВТБ: 2013/2014
- Бронзовый призёр Единой молодёжной лиги ВТБ: 2014/2015

## Статистика
| Сезон                                                                                   | Команда   | Лига            | GP | GS | MPG | FG%  | 3P% | FT%  | RPG | APG | SPG | BPG | PPG |  |
| 2015/16                                                                                 | Все клубы | Все лиги        | 12 | 2  | 5,0 | 42,9 | 0,0 | 50,0 | 0,3 | 0,4 | 0,0 | 0,1 | 1,1 |  |
| 2015/16                                                                                 | Автодор   | Еврокубок       | 6  | 1  | 5,8 | 20,0 | 0,0 | 0,0  | 0,5 | 0,2 | 0,0 | 0,2 | 0,3 |  |
| 2015/16                                                                                 | Автодор   | Единая лига ВТБ | 6  | 1  | 4,2 | 55,6 | 0,0 | 50,0 | 0,2 | 0,7 | 0,0 | 0,0 | 1,8 |  |
|                                                                                         |           | Всего           | 12 | 2  | 5,0 | 42,9 | 0,0 | 50,0 | 0,3 | 0,4 | 0,0 | 0,1 | 1,1 |  |
| Наведите курсор мыши на аббревиатуры в заголовке таблицы, чтобы прочесть их расшифровку |           |                 |    |    |     |      |     |      |     |     |     |     |     |  |